# Ellenismo

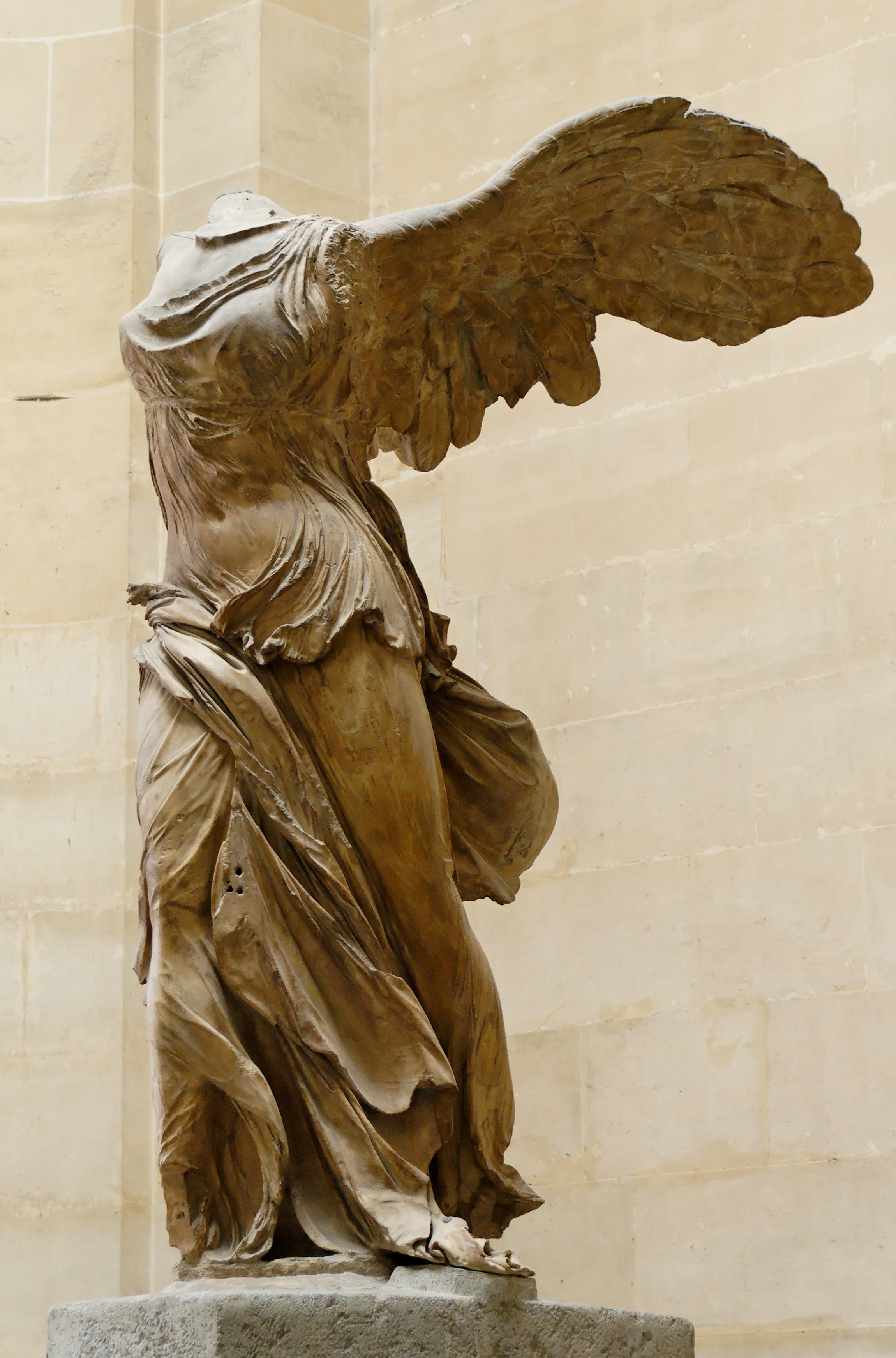
La Nike di Samotracia è considerata un capolavoro simbolo dell'arte ellenistica

L'ellenismo, nella storiografia moderna, indica quel periodo storico-culturale della storia antica del Mediterraneo «che segue le imprese di Alessandro (spedizione contro l'Impero persiano nel 334 a.C.) e arriva fino alla formale nascita dell'Impero romano» con la morte di Cleopatra e l'annessione dell'ultimo regno ellenistico, il Regno tolemaico d'Egitto, nel 30 a.C. con Ottaviano vincitore ad Azio nel 31 a.C.
L'ellenismo, noto anche come età ellenistica, è così chiamato perché il suo tratto caratterizzante è la diffusione della civiltà greca o «ellenica» in gran parte del mondo mediterraneo, eurasiatico e orientale, e la sua fusione con le culture dell'Asia Minore, dell'Asia centrale, della Siria e della Fenicia, dell'Africa del Nord, della Mesopotamia, dell'Iran e dell'India, con la conseguente nascita di una civiltà, detta appunto «ellenistica», che fu modello per altre culture relativamente alla filosofia, economia, religione, scienza e arte. Poiché prende avvio dalla nascita degli imperi di Alessandro, è anche detto età alessandrina.
Geograficamente, il mondo ellenistico comprendeva una vasta area che andava dalla Sicilia e dall'Italia meridionale (Magna Grecia) all'India (Regno indo-greco) e dal Mar Nero (Regno del Bosforo Cimmerio) all'Egitto, zone in cui una versione della lingua greca antica, la koinè, divenne la lingua franca della politica, dell'economia e della cultura. La cultura ellenistica si fuse con la cultura romana e continuò a esistere anche dopo la nascita dell'impero. In particolare, dopo la conquista macedone dell'Impero persiano, sorsero regni ellenistici nel Vicino Oriente (Impero seleucide, Regno di Pergamo, ecc.), Africa nord-orientale (Egitto tolemaico) e Asia meridionale (Regno greco-battriano, Regno indo-greco).

## Etimologia
Il vocabolo greco Ἑλληνισμός (hellēnismòs) compare nella versione dei Settanta della Bibbia e in altri testi. Nel XIX secolo esso è stato adottato per la prima volta dallo storico tedesco Johann Gustav Droysen per indicare la civiltà greca dopo Alessandro Magno. Spesso viene riportato che il termine derivava da un'errata interpretazione del termine Ἑλληνισταί (hellēnistài) presente negli Atti degli Apostoli (6:1). Droysen avrebbe ritenuto che tale vocabolo indicasse i Greci orientalizzati. Luciano Canfora ha però dimostrato che il Droysen, nel coniare il termine, non si basò su questa interpretazione, poiché non vi sono nelle sue opere riferimenti al brano in questione. La sua Storia dell'Ellenismo comunque permise di superare i pregiudizi neoclassicisti, aprendo la strada a una migliore comprensione di un'epoca che vide l'espansione del nuovo spirito greco in tutta l'ecumene e che lasciò una traccia indelebile per lo sviluppo dell'Occidente.
Il termine "ellenismo" ha alla fine prevalso «sull'altro di alessandrinismo (o periodo alessandrino), che ha lo svantaggio di presupporre per la cultura egizia di questo tempo un primato che essa non ebbe almeno in modo assoluto, e che le è attribuito in specie perché, grazie alla maggiore abbondanza delle fonti, essa è meglio ricostruibile».

## Descrizione

### Datazione dell'ellenismo

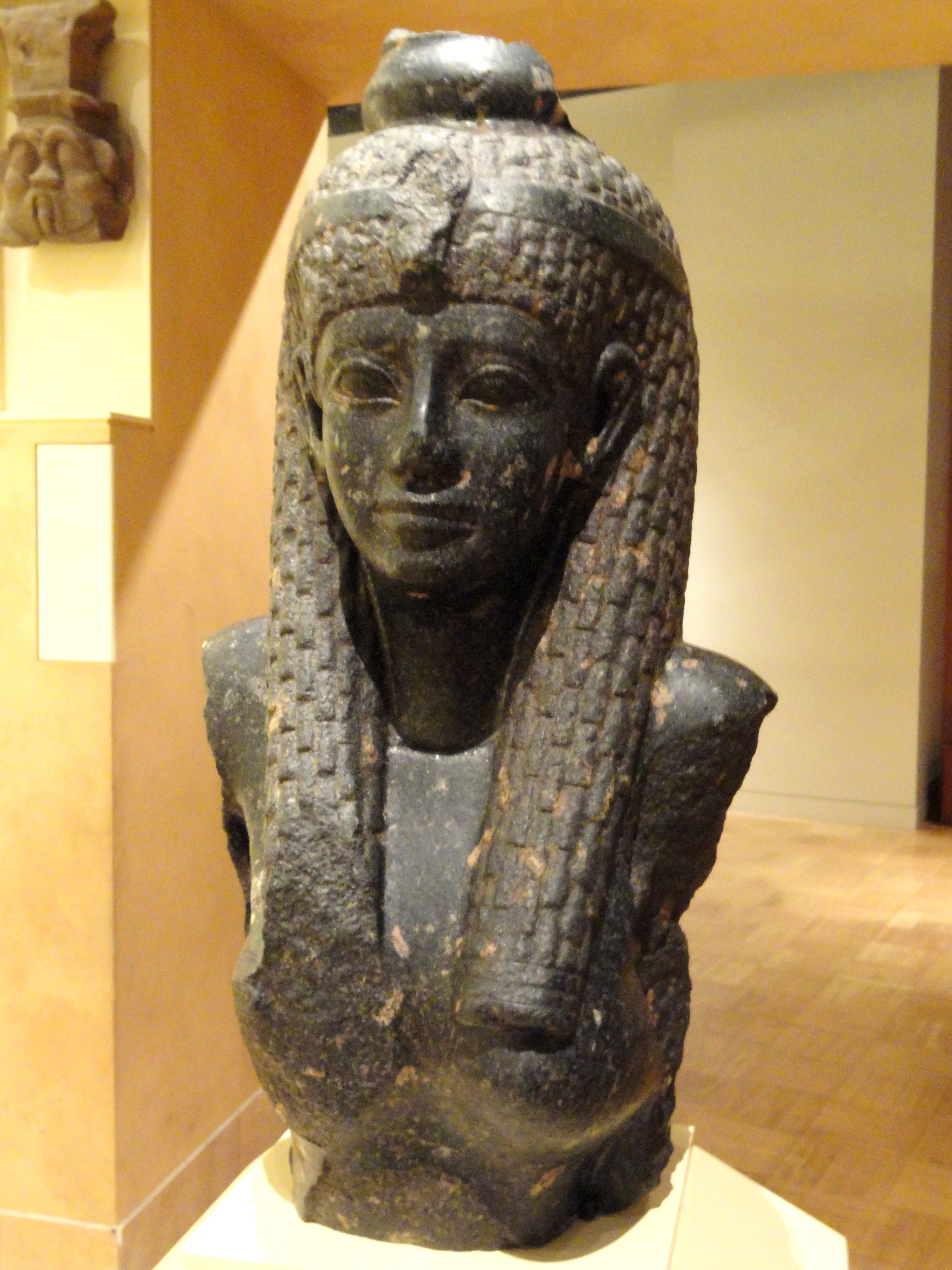
Busto raffigurante la regina Cleopatra VII, ultima regnante della dinastia tolemaica e ultima sovrana dell'ultimo regno ellenistico ancora indipendente

L'età ellenistica si fa convenzionalmente iniziare con il 323 a.C., anno della morte di Alessandro Magno, e terminare con la morte dell'ultima sovrana ellenistica, Cleopatra d'Egitto, e con la conquista romana del Regno tolemaico d'Egitto (battaglia di Azio del 31 a.C.), che porta l'Oriente nell'orbita romana occidentale.
Se il periodo ellenistico viene però considerato come un fenomeno di internazionalizzazione della cultura greca, la precedente datazione può essere ampliata, segnandone il termine con l'anno 529 d.C., quando l'imperatore Giustiniano, nella sua campagna di persecuzione dei pagani, ordinò la chiusura dell'Accademia platonica.
Se si considera la cultura greca infatti non come semplice erudizione, ma come paideia, ossia educazione formativa dell'individuo, allora anche l'ultima fase della cultura romana è ellenistica, così come lo è lo stesso cristianesimo, che nei suoi rappresentanti più notevoli, da Pseudo-Dionigi l'Areopagita a Clemente Alessandrino, da Origene a Sant'Agostino, contiene elementi della cultura ellenistica, senza contare che in greco è scritto tutto il Nuovo Testamento. Si può dunque distinguere un ellenismo greco (323 – 31 a.C.) e un ellenismo romano (31 a.C. – 500 d.C. ca.).

### Storia, origine e caratteristiche
L'evento cruciale dell'avvento della nuova cultura ellenistica fu la crisi della polis, che non fu affatto improvvisa. L'esasperazione dei cittadini nei confronti delle interminabili guerre tra le città portò alla convinzione che la pace e l'unità potessero essere raggiunte solo attraverso l'intervento di un principe o di una personalità esterna alla tradizionale politica egemonica delle poleis, che aveva visto prima la contrapposizione tra Sparta e Atene e, infine, l'effimera egemonia tebana. Così, Filippo II di Macedonia riuscì a entrare nelle discordie tra le poleis greche e a imporre il proprio dominio personale. 

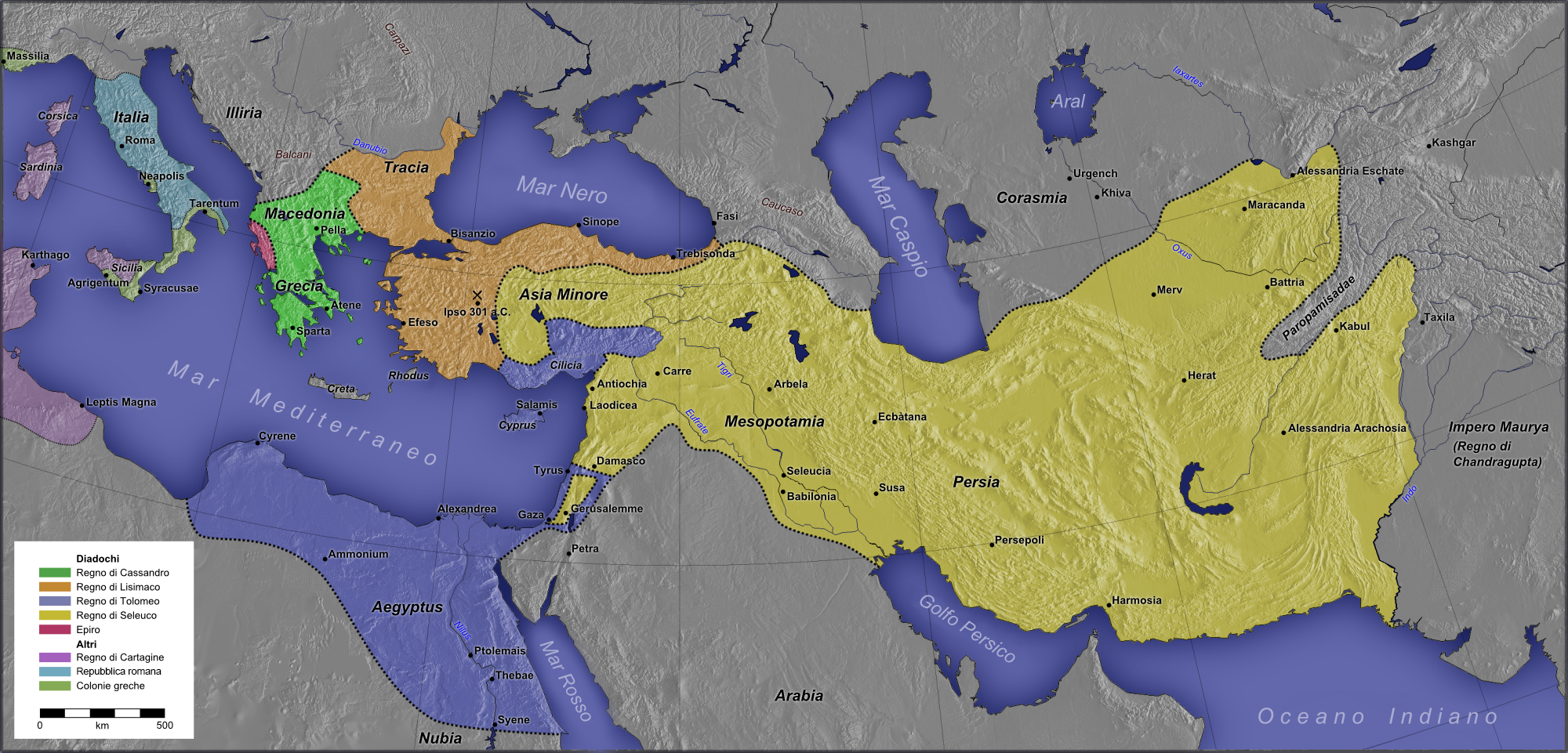
Mappa della spartizione dell'Impero macedone tra i Diadochi dopo la morte di Alessandro (301 a.C.)

Con le imprese di Alessandro, che seguì Filippo, cessarono tutte le libertà delle poleis greche. I successi del principe macedone furono visti però come il coronamento di un sogno: la grande vittoria della Grecia unita contro il popolo persiano. A rafforzare il sostegno verso Alessandro fu l'ambizione stessa del giovane condottiero, che intendeva varcare l'Ellesponto per conquistare il mondo e creare un regno universale, unito dalla cultura greca. La spedizione di Alessandro Magno (334-323 a.C.) può, per importanza e conseguenze, essere considerata uno degli eventi epocali nella storia del mondo antico. La portata di quella che è stata chiamata 'rivoluzione alessandrina' fu talmente rilevante, per le implicazioni politiche e per i mutamenti culturali, da determinare la fine dell'era classica e l'inizio dell'era cosiddetta ellenistica.
Dopo la morte di Alessandro, ci fu un'accesa lotta fra i suoi successori, i diadochi ("successori" in greco). Nel 323 a.C. il generale Perdicca regge l'Impero in nome del figlio di Alessandro; Antipatro ottiene il controllo della Macedonia e della Grecia, mentre Antigono controlla la Frigia e la Lidia, Tolomeo l'Egitto e Lisimaco la Tracia.
Ma dopo la morte di Antipatro (319 a.C.) e l'assassinio dei familiari di Alessandro, cominciano le dispute; infatti Antigono condanna a morte Eumene di Cardia e mira a diventare unico signore ma gli altri non vogliono lasciare i loro domini, si arriva così alle guerre dei diadochi (322 a.C.-281 a.C.). La battaglia di Ipso decreta la sconfitta di Antigono e la creazione di quattro regni:, alla fine della quale, nel 281 a.C., il suo enorme impero fu smembrato in tre grandi regni:
- la dinastia tolemaica in Egitto;
- la dinastia seleucide in Siria, Mesopotamia e Persia;
- la dinastia antigonide in Macedonia e Grecia.

Dopo la battaglia di Corupedio, si formeranno i Regni di Macedonia, di Asia Anteriore e d'Egitto. Solamente nel 263 a.C. sorse il regno indipendente di Pergamo sotto la dinastia degli Attalidi. Infine nel 250 a.C. la Battria di Diodoto, prima una satrapia seleucide, si ribellò diventando un regno autonomo.

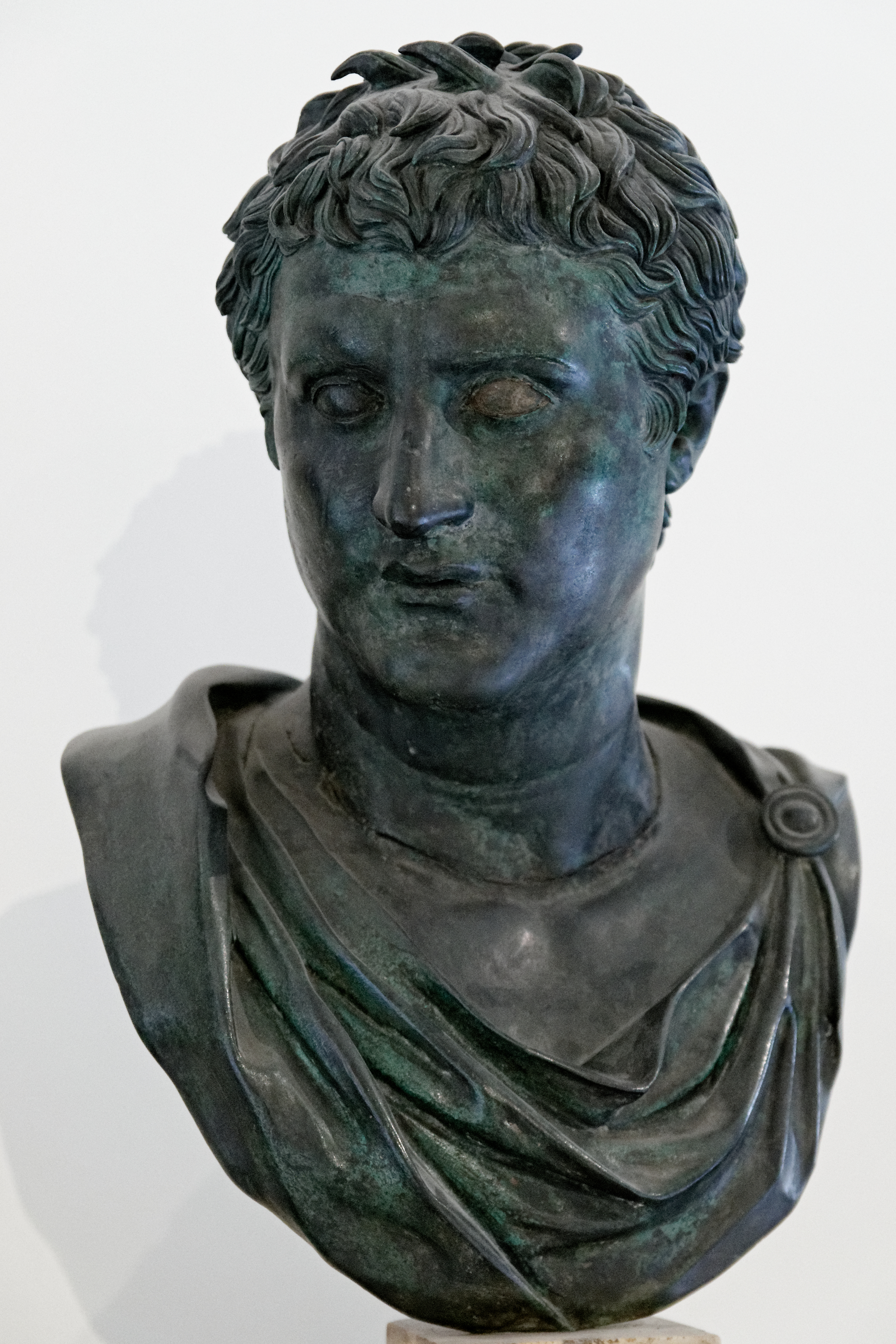
Busto in bronzo di un giovane sovrano ellenistico, forse Eumene II. Villa dei Papiri (Ercolano), Museo archeologico nazionale di Napoli.

Questi nuovi stati esportarono la cultura e la lingua greca all'interno dei loro confini, per mezzo di flussi coloniali greco-macedoni. Al tempo stesso, tuttavia, i nuovi regni subirono influenze dalle culture indigene e ne adottarono le usanze quando necessario o vantaggioso. La cultura ellenistica rappresenta così una fusione dell'antichità greca con le culture asiatiche e medio-orientali, rompendo così con gli atteggiamenti precedenti nei confronti dei "barbari". Il mondo ellenistico fu infatti caratterizzato da un'ulteriore ondata di colonizzazione greca (distinta da quella arcaica, VIII-VI secolo a.C.), che portò alla fondazione di città greche in Asia e Africa. Queste nuove poleis erano composte da coloni greci provenienti da diverse regioni della grecità, e non come prima da una singola madrepatria.
Per lungo tempo l'ellenismo è stato considerato un periodo di transizione tra la magnificenza della Grecia classica e l'ascesa della potenza romana. Tuttavia, lo splendore di città come Alessandria, Antiochia e Pergamo, l'importanza della cooperazione economica, la fusione delle culture e il ruolo dominante della lingua greca e la sua diffusione, sono fattori che modificarono profondamente l'antico Medio Oriente; questo patrimonio culturale sarà poi assimilato nel mondo romano, dal quale «vennero stimoli culturali nuovi, improntati al realismo latino, i quali contribuirono in modo rilevante a creare e a diffondere il fenomeno dell'eclettismo» anche nel pensiero greco.
In questo periodo, durato circa un secolo, fino all'inizio della conquista del mondo mediterraneo e orientale da parte degli eserciti romani, la civiltà ellenistica raggiunse il massimo sviluppo.

### Società
L'età ellenistica è caratterizzata da alcuni importanti fattori che trasformarono, anche in modo sostanziale, la cultura, l'economia, la società e le istituzioni politiche greche.
Se si immagina l'importanza che aveva assunto la polis all'interno della società e della storia greca, è facile anche immaginare quale profondo sconvolgimento la crisi delle città apportò a tutta la cultura ellenica. Tutto era stato definito in funzione della polis: l'economia, la struttura sociale, la libertà, la cultura, la religione, i valori morali, persino il rapporto fra gli individui con il mondo stesso. La polis cessa di essere un universo piccolo ma compiuto e autosufficiente. Politicamente la conseguenza più importante della rivoluzione alessandrina fu il cambiamento da un dominio politico della città-Stato a quello delle grandi monarchie, fortemente accentrate intorno alla figura divinizzata del sovrano. La trasformazione della compagine statale, in cui assumeva notevole rilievo la burocrazia, cui era concretamente affidata l'amministrazione dei regni ellenistici, fu accompagnata da una evoluzione economica e sociale. L'intensificazione del commercio tra i vari Stati e le regioni orientali, la rifioritura dell'artigianato e l'incremento demografico apportarono un benessere economico che favorì la crescita di nuovi agglomerati urbani. Città come Alessandria, Antiochia di Siria, Pergamo e Laodicea diventarono non solo centri di produzione e di largo consumo, veri e propri mercati finanziari, ma anche luoghi di diffusione di cultura. L'urbanesimo fu infatti un fenomeno tipico dell'età ellenistica, cui fece riscontro una progressiva accentuazione dei privilegi della città rispetto alla campagna, dove si andavano affermando i latifondisti.

## Cultura ellenistica
La cultura "ellenica", propria dell'etnia greca, venendo a contatto con le tradizioni e le credenze delle varie popolazioni parlanti il greco derivato dalla lingua attica semplificata conosciuta come koinè (κοινὴ διάλεκτος "lingua comune"), vale a dire la lingua comune o panellenica, divenne cultura "ellenistica".
Dato l'ampliamento del territorio geografico, la cultura intera subì una diffusione generale e una fioritura dei centri di cultura, anche se il prestigio straordinario di Atene non cessò in breve tempo. Continuò a essere il centro della vita filosofica: il Liceo retto da Teofrasto e l'Accademia continuarono a svolgervi la propria attività; successivamente, nel IV secolo vi fissarono le proprie sedi le due più importanti scuole ellenistiche: quella epicurea e quella stoica.
Nacquero così nuovi centri di cultura quali Rodi, Pergamo e soprattutto Alessandria, con la fondazione della Biblioteca e del Museo, da parte dei Tolomei.
Le trasformazioni sociopolitiche dell'età post-alessandrina ebbero notevoli ripercussioni sulla vita culturale ellenistica. Al declino della "polis" non fece da contraltare la nascita di organismi politici capaci di creare nuovi ideali: la trasformazione dei cittadini in sudditi, la coesistenza di genti diverse e l'impossibilità di partecipazione attiva al governo determinarono importanti mutamenti nella coscienza individuale e, di riflesso, nella vita culturale. Si diffuse infatti da un lato una tendenza sempre maggiore alla scoperta dell'individuo e alla separazione tra etica e politica; dall'altro si attenuò la diffidenza nei confronti della diversità etnico-culturale, che favorì la diffusione dell'ideale cosmopolitico, dissolvendo l'antica equazione tra uomo e cittadino.

### Filosofia

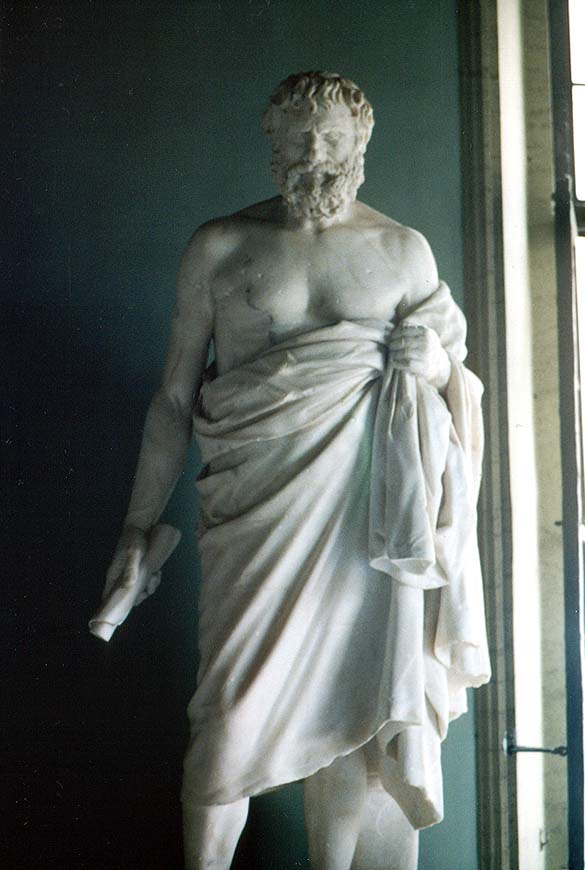
Statua di filosofo cinico, Roma, Musei Capitolini

Nel clima di generale insicurezza e di una "fuga nel privato" che caratterizza questa età di sconvolgimenti politici, sociali e culturali, alla filosofia si chiedono sostanzialmente due cose: da un lato una visione unitaria e complessiva del mondo, dall'altro lato una specie di "supplemento d'animo", ossia una parola di saggezza e di serenità capace di guidare la vita quotidiana degli individui. Conseguenza del ripiegamento verso il "privato" fu l'attenzione rivolta dagli intellettuali all'etica e all'analisi interiore, piuttosto che a un'indagine filosofica astratta. I vari sistemi filosofici del periodo considerato, pur con le loro intrinseche differenze, ebbero come fulcro delle loro speculazioni i problemi dell'uomo che ricerca e riscopre sé stesso come individuo, piuttosto che la riflessione politica sulla società.
Dagli insegnamenti dei filosofi, come Pirrone di Elide, Zenone di Cizio ed Epicuro, nacquero le maggiori dottrine filosofiche cosiddette ellenistiche, quali lo scetticismo, lo stoicismo, l'epicureismo e il cinismo di Antistene, propagandato dalla bizzarra figura di Diogene, lo scontroso interlocutore di Alessandro Magno.
Queste scuole filosofiche ebbero tutte al centro del proprio interesse la eudaimonia (dal greco εὐδαιμονία trad. felicità) ossia la ricerca di un'esistenza positiva da parte dell'uomo. L'ellenismo è un momento storico in cui l'uomo "esce" dalla ristrettezza culturale radicata nei propri confini territoriali e nelle tradizioni incontrando un mondo di cultura e diversità nel quale la felicità non comprende solamente la soddisfazione personale dell'individuo bensì una collocazione nel mondo come cittadino del mondo, cosmopolita. Questo nuovo rapporto con il mondo non fa però perdere di vista la dimensione individuale dell'uomo che mira a un'esistenza felice, la quale ora dipende da tutte quelle condizioni sociali, culturali e relazionali che permettono all'uomo di realizzarsi in questa nuova età, contrassegnata da una rottura totale con gli schemi della Grecia classica.
La religiosità pagana, ormai confusa con molteplici culti provenienti dall'Oriente, non fornisce più all'uomo le risposte che egli cerca. Questi interrogativi trovano ora risposta nella filosofia, che assume carattere individualista e pragmatico. Il modello da seguire non è più il guerriero, l'eroe aristocratico, ma il filosofo: questi diviene un punto di riferimento contro le sofferenze, rivelando come la felicità non sia un traguardo raggiungibile con il piacere dei sensi, la ricchezza, il potere e il successo, bensì con l'autarchia, l'imperturbabilità e l'apatia, le sole condizioni essenziali della saggezza e quindi della felicità interiore.

### Letteratura
Nell'età ellenistica vi fu una vasta e raffinata produzione letteraria. Esempi del nuovo gusto ellenistico possono essere trovati nelle opere di Callimaco, Teocrito e Apollonio Rodio. In questo periodo alla decadenza dell'oratoria e della commedia di argomento politico fece raffronto l'affermazione della retorica e della commedia di costume. Un grande sviluppo conobbe la poesia d'occasione, con una spiccata preferenza a componimenti brevi ed eleganti, quali inni, epigrammi ed elegie, nei quali primeggiavano temi quotidiani e dimensioni pastorali e rustiche, come negli Idilli di Teocrito. Nacque infine il romanzo greco, ricco di avventure, elementi fantastici e storie d'amore.
Le imprese di Alessandro offrirono molti spunti per una vasta letteratura storiografica, spesso al limite del romanzesco o addirittura del falso storico; sempre nel campo della storiografia si afferma comunque anche una tendenza che aspira a restituire alla medesima il carattere di massima verità possibile, richiamandosi, anche implicitamente, a Tucidide, e che vede Polibio come suo massimo rappresentante.
Stimolata dalla nascita di poli culturali, principalmente Alessandria e Pergamo, dalle scuole di grammatica che fornivano studiosi e strumenti di lavoro, dalla nascita della filologia la letteratura ellenistica poté essere esportata e assimilata da altre culture, soprattutto quella romana, la cui poesia deve quasi più alla scuola ellenistica, che non a quella della Grecia classica: Properzio volle presentarsi come il "Callimaco romano", e Catullo si dichiarava onorato di avere tradotto in latino la callimachea Chioma di Berenice, così anche gli stessi Virgilio e Orazio non possono prescindere se non in minima parte dalla lezione letteraria ellenistica, come Teocrito e Apollonio Rodio per il primo e il labor limae per il secondo, senza dimenticare la profonda conoscenza che ha Petronio del romanzo ellenistico che egli parodia nel Satyricon.

#### Filologia
Come detto è con l'ellenismo che si vede la nascita della filologia. Essa è una diretta conseguenza del rapido scemare della cultura orale, e della sempre più imponente funzione del libro. È solo con la nascita delle grandi biblioteche alessandrine che ebbe inizio la ricerca dei testi originali, o per lo meno dei testi nell'ultima versione che l'autore volle (edizione critica). Nell'antichità l'unico luogo dove fosse possibile trovare due edizioni diverse dello stesso testo è appunto la biblioteca, e per cominciare uno studio comparativo sistematico dei testi è necessario avere parecchie edizioni diverse di parecchie opere. I custodi delle biblioteche alessandrine si trovarono davanti testi di opere uguali che differivano per alcuni brani. Questo spinse la cultura a chiedersi quale fosse l'opera originale, cosa cioè avesse scritto o voluto in realtà l'autore.
La produzione sempre maggiore in forma scritta conduce a una inevitabile disgiunzione spaziale tra autore e lettore, per la quale sparisce quel rapporto empatico continuo con il pubblico che invece caratterizzava l'esposizione di aedi, rapsodi e sostanzialmente il poeta arcaico e classico. In questo ambiente culturale nasce quindi anche la figura del poeta filologo (primo fra tutti il già citato Callimaco), che grazie a uno studio scientifico e accurato degli autori, ne conosce in profondità stile e tecniche, oltre che conoscere con estrema precisione forma e contenuti dei generi letterari. Paradossalmente come poeta invece questa figura solitamente si dà a uno sperimentalismo estremo, trasgredendo o stravolgendo quelle regole che conosce a menadito. In seguito a questa abitudine dei poeti alessandrini vi è una conseguente trasformazione dei generi tradizionali: si applica la polyeideia (in greco πολυείδεια, la commistione di generi), essendo la poesia ormai svincolata dall'occasione, e la poikilia (in greco ποικῖλία, la contaminazione di generi, in latino contaminatio).
Assieme alla trasformazione di genere, è evidente una parallela di pubblico: il target della poesia non è più vasto e espanso come prima, bensì ristretto ed elitario. Ciò è confermato dalla sempre maggiore raffinatezza dello stile, che non avrebbe permesso ai lettori meno esperti la comprensione del testo. Tipica dei poeti ellenistici (e di quelli posteriori che seguiranno tale scuola di pensiero) è l'erudizione e l'ostentazione di questa. Erudizione che non spazia solo nella letteratura, ma comprende anche ambiti scientifico-sociologici e mitologici. L'esposizione di doctrinas (per dirla alla latina) è lo strumento di questi poeti per ridurre il pubblico a lettori colti e contemporaneamente per dimostrare la propria capacità di fare letteratura alta, anzi altissima, con temi che non sembrerebbero per nulla adatti.

### Educazione
Secondo Marrou, a partire dalla generazione che venne dopo quella di Aristotele e di Alessandro Magno, l'educazione antica è divenuta veramente sé stessa: ha raggiunto la sua forma classica unendo l'aspetto prevalentemente morale con caratteri più libreschi e scolastici; si diffonde in tutta la parte orientale del mondo mediterraneo e si prolunga poi a Roma e infine a Bisanzio, che accolgono la tradizione classica a cui la civiltà ellenistica ha conferito la sua forma e di cui l'educazione ellenista rappresenta la sintesi.
Qui la paideia viene intesa come costruzione di uno spirito pienamente sviluppato, quale è indicata nella nozione di humanitas che è il principio animatore della formazione ellenistica, ispirata a valori universali che distingue l'uomo dal bruto, l'elleno dal barbaro.
La formazione guarda a un uomo completo, moralmente sviluppato, che non sia solo un tecnico, ma appunto un uomo, nutrito di cultura prima di tutto letteraria ed esperto nell'uso della parola, cosciente della tradizione e che si fa persona, soggetto dotato di carattere.
Tali principi ideali trovano una precisa elaborazione sia nei teorici della pedagogia ellenistica, sia nella scuola dell'Ellenismo.
Con Luciano siamo già nel II secolo e viene fissata una critica al gymnasion come pure una dell'oratoria: i modelli/strumenti formativi della scuola ellenistica.
Con Plutarco di Cheronea siamo in una fase anteriore in cui è centrale la formazione del carattere secondo il modello ellenistico di equilibrio e di razionalità, di autodominio e di mitezza. In tutte le opere di Plutarco circola il modello della formazione del carattere che fa convergere natura, discorso, abitudine in modo armonico, che valorizza l'opera del maestro che consiglia e guida, che sottolinea il ruolo dell'ambiente in educazione e, infine, l'obbiettivo etico-fisiologico di questo processo.
Ma è forse con Plotino che la formazione come ascesi e passaggio della bellezza all'Uno, secondo un processo quasi mistico, si viene a delineare come un itinerario educativo spirituale a carattere etico-religioso.
Nelle Enneadi si fissa l'ascesa dell'anima verso l'idea e l'unità, seguendo il percorso del Platone socratico e il valore religioso di questa ascesa, che non è solo interiore ed etica, ma anche metafisica: legame con quell'Uno che costituisce il principio animatore e la regola di tutto il reale, il suo centro motore e il suo punto di aspirazione.
In questo itinerario alla bellezza viene assegnato un ruolo di unificazione e sublimazione educativamente molto significativo. Al centro dell'itinerario pedagogico ellenistico si collega la formazione etica del carattere che si compie come cura di sé come autocontrollo, direzione di sé, sviluppo autoregolato, attraverso un dosaggio di piacere e rinunce e attraverso un esercizio spirituale che guarda alla creazione di un abito interiore che contrassegni la personalità del soggetto disponendola a controllare gli eventi, in modo che non vengano a turbare i processi di equilibrio interiore.

### Arte

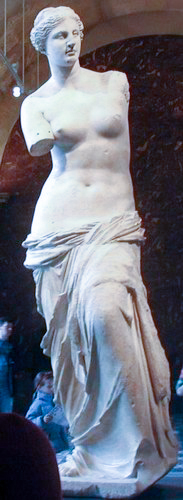
Venere di Milo

La costruzione dell'impero di Alessandro fu un avvenimento ricco di significato anche per l'arte greca che, trapiantandosi nelle terre orientali e derivandone alcune caratteristiche figurative, subì delle mutazioni nelle tendenze formali. La committenza delle opere d'arte passò dalle città elleniche ai grandi centri culturali orientali e alle corti dei sovrani, spinti dal desiderio di abbellire le loro capitali, come Pella, Antiochia di Siria, Alessandria e Pergamo. Convenzionalmente si tende a distinguere l'arte ellenistica in tre distinti periodi: primo (323-240 a.C.), medio (240-150 a.C.) e tardo (150 a.C.-31 a.C.) ellenismo. Si sarebbe quindi passati dalle esperienze tardo-classiche del primo ellenismo, a uno stile con caratteristiche quali il movimento, la grandiosità e la ricerca dell'effetto scenografico del medio ellenismo, fino a un'arte con tendenze classicistiche del tardo ellenismo.

#### Architettura

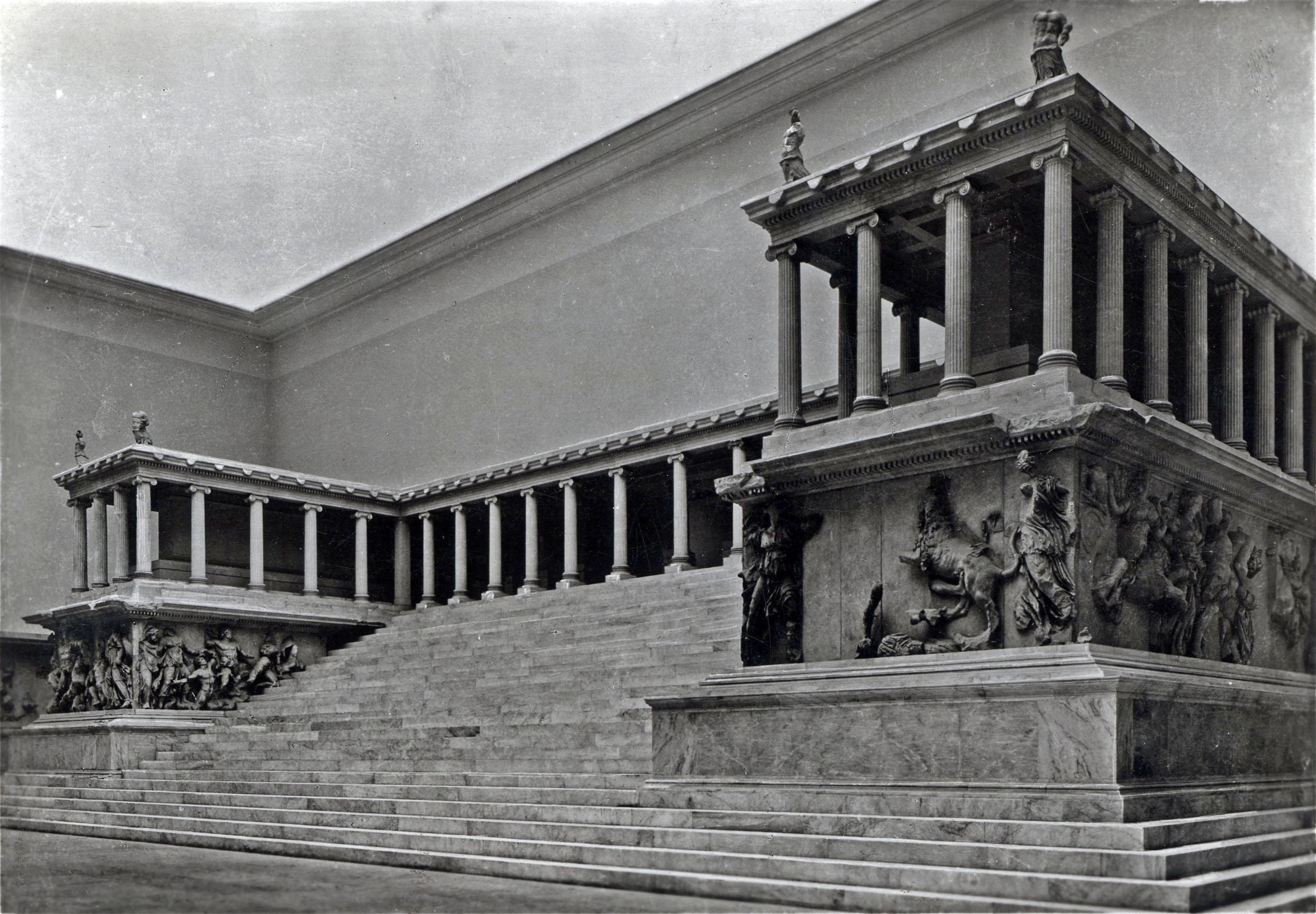
Altare di Zeus, 166-156 a.C. Berlino, Pergamonmuseum

L'architettura ellenistica si differenzia dalla precedente classica per uno spiccato carattere eclettico, che si manifesta sin dall'inizio per la tendenza alla sovrapposizione degli ordini dorico, ionico e corinzio, che ben si adattava al nuovo gusto decorativo attento agli effetti scenografici. Conformemente alle maggiori esigenze delle corti dinastiche, nascono nuove tipologie di edifici, come ginnasi e palestre, e si sperimentano innovazioni stilistiche nei portici, nei peristili e nelle vie colonnate delle città di Delo, Atene, Eleusi, Mileto, Rodi e Pergamo. Anche l'architettura religiosa pur rimanendo fedele ai canoni classici risente delle nuove tendenze e vengono sperimentate soluzioni alternative alla staticità dell'impianto templare, come la pianta circolare (tholos) e l'esedra semicircolare. La stessa urbanistica delle nuove fondazioni orientali presenta novità importanti riguardanti l'impianto regolare di alcune città, come Priene e Dura-Europos. Nasce infine il nuovo tipo architettonico dell'altare monumentale, con il bellissimo esemplare dell'Altare di Zeus a Pergamo.

#### Scultura

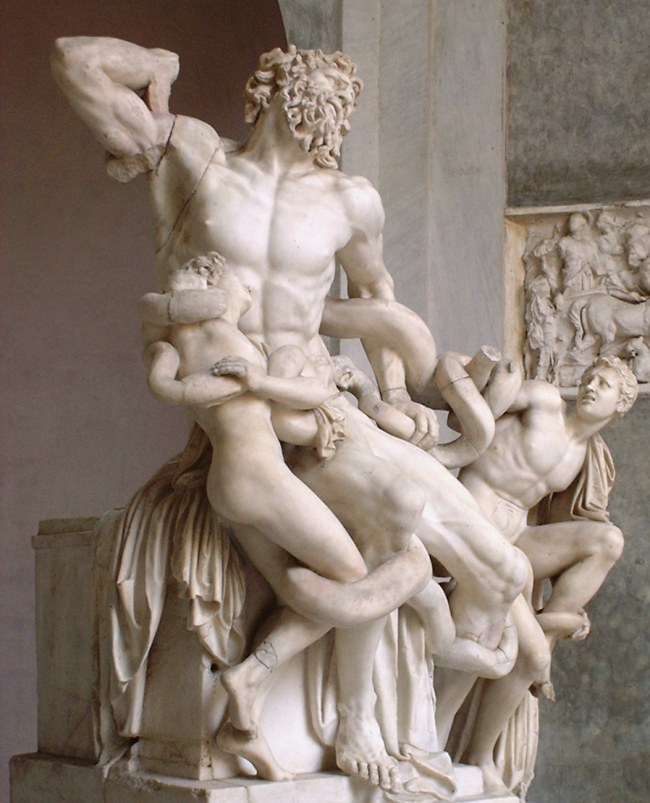
Laocoonte con i figli

Durante il periodo ellenistico la scultura diventa molto più naturalistica, abbandonando in un certo modo gli ideali di bellezza e perfezione fisica caratteristici del periodo classico. La gente comune, uomini, donne, bambini, animali e scene domestiche, accanto a soggetti esotici (quali africani, pigmei, esseri fantastici), divengono soggetti comuni nella produzione scultorea, commissionata da famiglie abbienti per l'ornamento di ville e giardini. Alla scultura decorativa tipica delle scuole rodia e alessandrina, fa riscontro quella più classicista delle opere destinate ai templi e ai luoghi pubblici. Grande originalità manifestò la scuola di Pergamo, fautrice di un'arte teatrale e dinamica.
Ma anche in questo caso a una certa standardizzazione della produzione scultorea verso formule di pura imitazione delle opere di Skopas, Lisippo e Prassitele, si evidenzia una ricerca per l'effetto drammatico e plastico inusuale per i canoni estetici dell'arte greca.
Alcune delle più conosciute sculture ellenistiche come la Nike di Samotracia, la Venere di Milo di Alessandro di Antiochia, il Galata morente e il Gruppo del Laocoonte raffigurano temi classici, ma il loro trattamento è molto più sensuale, emotivo e ricco di pathos, lontano dalla bellezza austera tipica di soggetti analoghi della scultura del periodo classico.

### Scienza
È probabilmente alla scienza che spettò il privilegio, nell'ambito della cultura ellenistica, di raggiungere le più alte vette toccate nel mondo antico. Anche la scienza ellenistica subì una scissione repentina dal progetto politico e dai problemi sociali: nacque la figura dello scienziato di professione, dedito allo studio e alla ricerca.

Macchina di Anticitera, un planetario. Trattasi del più antico calcolatore meccanico conosciuto, databile intorno al 150-100 a.C.

Il primato di questa temperie culturale spettò ad Alessandria, dove la Biblioteca e il Museo attrassero molti dei più eminenti intellettuali greci dell'epoca, diventando un polo culturale di prima grandezza nel panorama del mondo allora conosciuto. La grande differenza che separa la scienza ellenistica da quella precedente sta nella nascita del metodo scientifico che permise di raggiungere un livello tecnologico pari a quello presente in Europa nel XVII secolo. Emblematico è il caso del ritrovamento della macchina di Anticitera, considerato per molto tempo un manufatto "fuori dal tempo".

#### Matematica e meccanica
Nella matematica ellenistica un ruolo di primo piano spettò a Euclide, che con i suoi Elementi sistemò in maniera chiara e rigorosa il pensiero matematico precedente e perfezionò il metodo assiomatico-deduttivo, rimasto da allora alla base della matematica e della scienza moderna; scrisse anche altre opere in cui si serviva del metodo dimostrativo per provare teoremi di ottica, musica e astronomia: un approccio rigoroso e originale, del tutto corrispondente a quello della fisica moderna. Un altro matematico di primo piano fu Apollonio di Perga, autore di un trattato sulle Coniche estremamente influente nel Rinascimento e durante la prima Età moderna. Di matematica, tra gli altri, si occupò precipuamente Archimede, che ottenne risultati notevoli: si possono ricordare il calcolo del volume della sfera, quello dell'area di un segmento di parabola per mezzo di una serie (la prima nella storia della matematica), e un procedimento per ottenere i limiti inferiore e superiore del valore di {\displaystyle \pi } con precisione arbitraria. I suoi lavori sono stati fondamentali nello sviluppo dell'analisi infinitesimale. Anch'egli scrisse opere in cui impiegava procedimenti dimostrativi matematici per teoremi di meccanica e idrostatica.
Nella meccanica, oltre allo stesso Archimede, si può ricordare Ctesibio, che inventò una pompa per sollevare l'acqua, l'organo idraulico (da cui derivano gli organi moderni), e una catapulta ad aria compressa. A lui e ad Archimede si deve il perfezionamento degli orologi ad acqua, rimasti gli strumenti più precisi per misurare il tempo fino all'invenzione dell'orologio a pendolo. Altro importante scienziato ed ingegnere fu Filone di Bisanzio, che nelle sue opere descrive macchine per il sollevamento dell'acqua, mulini ad acqua, catapulte a ripetizione e dispositivi a scappamento. Fra i matematici e ingegneri dell'età ellenistica va anche ricordato Erone di Alessandria, costruttore della prima turbina della storia, l'Eolipila, e autore di trattati sulla costruzione di automi.
In età ellenistica inoltre fanno la loro prima comparsa oggetti e congegni di uso comune come gli ingranaggi dentati, le pompe a pistone, il differenziale e il giunto cardanico.

#### Astronomia
In età ellenistica l'astronomia assunse le caratteristiche di una moderna scienza: furono messi a punto e perfezionati rigorosi modelli matematici in grado di descrivere i movimenti degli astri allora conosciuti, in particolare quelli particolarmente complessi delle "stelle erranti", cioè dei pianeti, e si comprese la natura puramente strumentale di queste teorie. Al modello delle sfere omocentriche di Eudosso di Cnido fu affiancato quello, destinato a grande successo, degli epicicli e deferenti, capace di spiegare non solo le traiettorie dei pianeti ma anche la variazione delle loro luminosità. Nacque anche il modello dell'eccentrico, che fu dimostrato matematicamente equivalente a quello degli epicicli, tra gli altri, da Apollonio di Perga. Aristarco di Samo propose invece un modello eliocentrico, il primo noto della storia. Non è chiaro quanto il modello eliocentrico si sia diffuso tra gli astronomi; Seleuco di Seleucia, secondo Plutarco, dimostrò l'eliocentrismo senza assumerlo come postulato, ma non sappiamo da quali ipotesi. Passi contenuti in Plinio e Seneca, inoltre, sembrano suggerire che esistessero teorie eliocentriche dinamiche in cui il sole e i pianeti si attraggono reciprocamente, e in base alle quali un pianeta non procede in linea retta ma è "costretto" dal sole a curvare la propria traiettoria: un'idea che ricomparirà solo nel XVII secolo. Gemino riferisce anche l'idea che le stelle fisse si troverebbero a distanze variabili dalla Terra e non sarebbero realmente posizionate su una sfera.
Ipparco, vissuto nel II secolo a.C., è generalmente considerato il più grande astronomo dell'età ellenistica se non dell'antichità. Scoprì la precessione degli equinozi confrontando le proprie osservazioni con quelle di astronomi del passato e stimò le distanze del sole e della luna cercando limiti inferiori e superiori alle proprie misure con metodi molto raffinati; avanzò l'ipotesi che le stelle non fossero realmente "fisse" ma dotate di moto e natura variabile, e per permettere ai posteri di valutarlo redasse la prima mappa stellare conosciuta. Sui suoi lavori si basò ampiamente Tolomeo per scrivere l'Almagesto.
Nei secoli successivi molte scoperte e speculazioni astronomiche di età ellenistica vennero dimenticate, fraintese o rigettate a favore di altre teorie, soprattutto per il predominio delle idee platoniche e aristoteliche, anche se continuarono ad influenzare più o meno apertamente il lavoro di pensatori e scienziati anche in età moderna e durante la Rivoluzione scientifica.

#### Geografia
Eratostene, bibliotecario ad Alessandria, introdusse i vocaboli geografia e geografo; scrisse un'opera in cui descriveva l'intero mondo conosciuto facendo uso del sistema dei meridiani e dei paralleli, probabilmente inventato da lui stesso. Misurò la circonferenza terrestre ottenendo un errore rispetto alle misure odierne tra il -2,4% e lo 0,8% (a seconda dal valore dello stadio da lui adottato, che è oggetto di dibattito tra gli studiosi). 
L'astronomo e geografo Ipparco propose un metodo per la misura delle longitudini - un problema rimasto pressante fino al XVIII secolo - basato sull'osservazione in contemporanea di un'eclisse di luna da due località differenti. Scrisse un'opera di Geografia in cui adottava il sistema dei meridiani e dei paralleli sul modello di Eratostene: il suo meridiano fondamentale passava per Alessandria. Estese l'ecumene fino all'equatore e al circolo polare artico. Da Strabone sappiamo che Ipparco, confrontando le maree nell'Oceano atlantico e in oriente e notandone le differenze, propose l'esistenza di almeno una terra estesa tra i due oceani. Ci sono anche indizi che fosse a conoscenza delle Piccole Antille: Plinio riporta infatti che Ipparco aggiunse circa 26000 stadi alla misura dell'estensione dell'ecumene fornita da Eratostene: questo corrisponde, supponendo un allargamento verso ovest, ad un meridiano passante precisamente per le Piccole Antille. Inoltre uno studio condotto da Lucio Russo sulle coordinate delle località contenute nella Geografia di Tolomeo (opera molto posteriore ma basata su autori precedenti tra cui Ipparco), che sono affette da un errore sistematico sulle longitudini, suggerisce che una possibile causa dell'errore sia il fraintendimento di una fonte in cui si danno proprio le coordinate delle Piccole Antille.

#### Medicina
Nella prima metà del III secolo a.C. le ricerche empiriche di Erofilo di Calcedonia ed Erasistrato di Ceo nell'anatomia e nella fisiologia portarono a scoperte fondamentali in campo medico, anche grazie agli studi su cadaveri dissezionati. In particolare fu in questo periodo che vennero definitivamente chiariti il ruolo del sistema nervoso e l'importanza dell'encefalo, ancora non riconosciuta da Aristotele. Erofilo distinse i nervi afferenti da quelli efferenti e studiò in dettaglio la struttura dell'occhio. Erofilo ed Erasistrato criticarono sotto diversi aspetto la dottrina ippocratica basata sugli umori ed Erasistrato si oppose alla pratica del salasso, a differenza di quanto avrebbe poi fatto Galeno. Autori posteriori riportano che Erofilo ed Erasistrato avrebbero praticato anche vivisezioni su condannati a morte, anche se questa notizia è stata messa in dubbio dagli storici della medicina.

### Religione

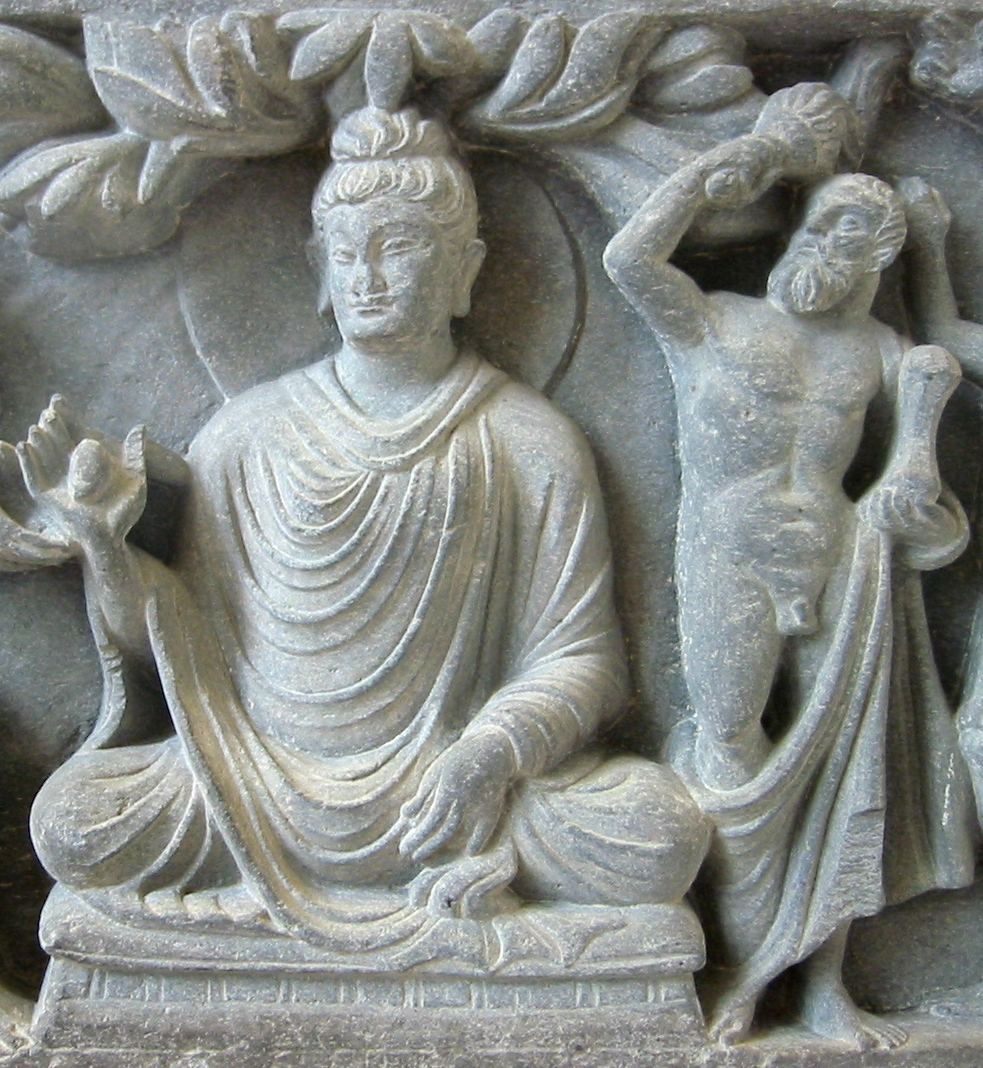
Vajrapani (destra) come protettore di Buddha, raffigurato nelle sembianze di Ercole, II secolo, Gandhāra, British Museum

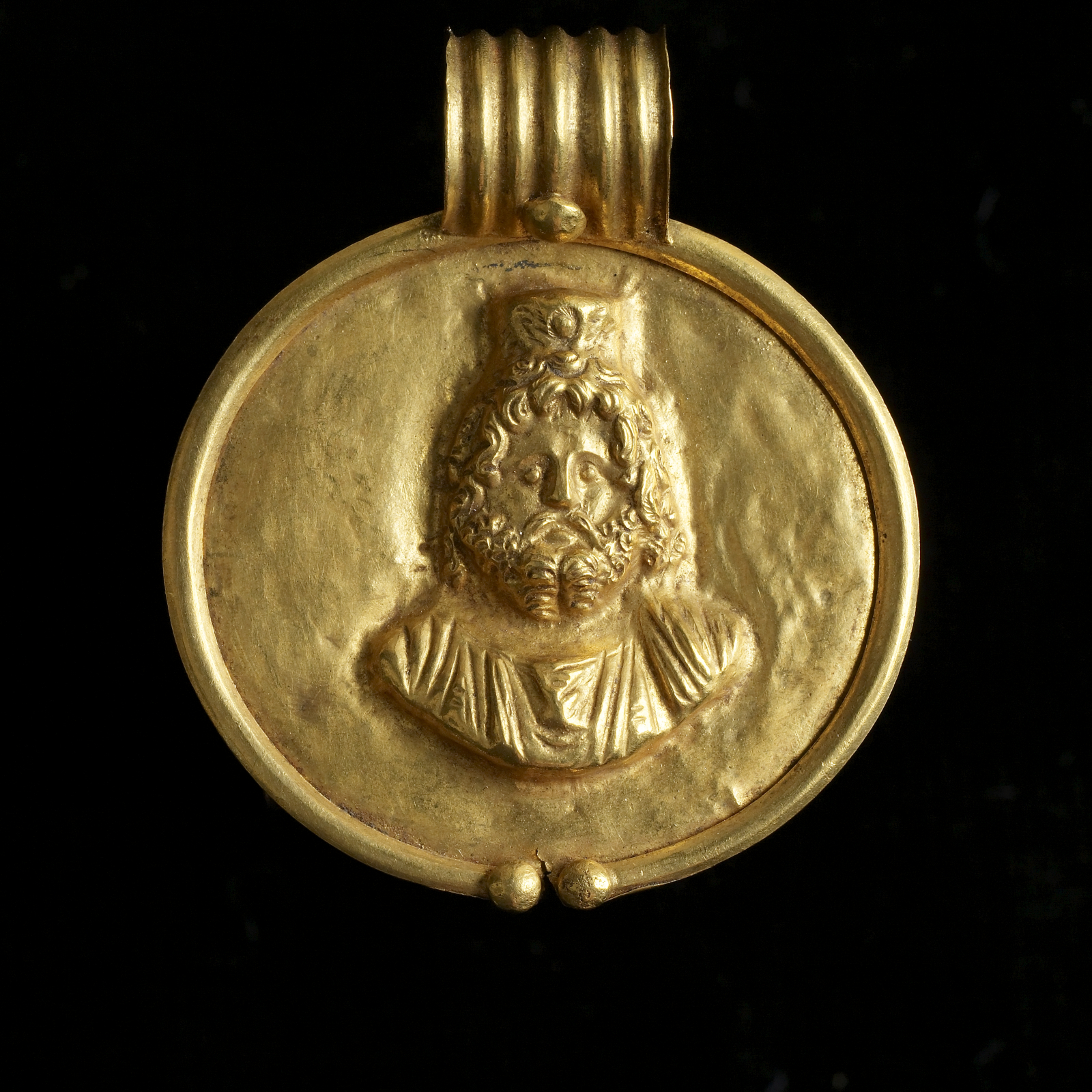
Ciondolo con Serapide, che sarebbe stato indossato da un membro di alto rango della società egizia

Anche la cultura tradizionale greca mutò caratteristiche per le forti influenze mediorientali, in special modo persiane. Venendo a contatto con tradizioni e credenze diverse, la religione greca classica assimilò alcune divinità venerate nell'area mediorientale, avviando un importante processo sincretistico. Divinità come Serapide, Cibele e Iside cominciarono a infiltrarsi nel pantheon greco, contemporaneamente alla crescita del culto di Dioniso, popolare in Macedonia (Alessandro Magno ne era devoto ed emulo), Creta e Asia Minore, Tracia e Tessaglia, ma anche ad Atene. La spiritualità del periodo ellenistico troverà espressione nella crescita di popolarità della religiosità misterica, come nel caso dei misteri eleusini e orfici, e più tardi di quelli di Mitra. Al declino delle monarchie ellenistiche nel II e I secolo a.C. fece riscontro l'espansione di Roma verso la Grecia e l'area del Mediterraneo orientale. In tal modo la cultura ellenistica, che costituì una componente fondamentale della civiltà romana e della successiva civiltà bizantina, continuò a permeare per secoli l'Occidente.